# فريتزي زيفيتش
فريتزي زيفيتش (بالإنجليزية: Fritzie Zivic)‏ مواليد 8 مايو 1913 في بيتسبرغ، الولايات المتحدة - الوفاة في 1984، كان ملاكم أمريكي صنّف ضمن فئة وزن الوسط. فاز ببطولة العالم بعد انتصاره على هنري أرمسترونغ سنة 1940. دخل في قاعة مشاهير الملاكمة الدولية.

## إحصائيات
خاض خلال مسيرته 232 نزالا، فاز في 158 وتعادل في 9 وخسر في 64. فاز بالضربة القاضية في 80 نزالا.

## روابط خارجية
- فريتزي زيفيتش على موقع بوكس ريك (الإنجليزية) (registration required)